# Buftea
Buftea é uma cidade da Romênia com 19.617 habitantes, localizada no judeţ (distrito) de Ilfov.

## Geografia
Encontra-se a 20 km da capital do país, Bucareste.